# Cetopsidium pemon
Cetopsidium pemon is een straalvinnige vissensoort uit de familie van de walvismeervallen (Cetopsidae). De wetenschappelijke naam van de soort is voor het eerst geldig gepubliceerd in 2005 door Vari, Ferraris & de Pinna.